# ティエリー・ファーブル
ティエリー・ファーブル（Thierry Fabre、1982年3月5日 - ）はフランスのモンペリエ出身の柔道選手。階級は100kg級。身長184cm。

## 人物
2004年のU23ヨーロッパ選手権90kg級で優勝を飾った。2005年からは階級を100kg級に上げると、2006年の世界学生では2位となった。しかし、2008年の北京オリンピックには出場できなかった。2010年には世界選手権の準々決勝で穴井隆将に内股で敗れるも、敗者復活戦を勝ち上がって3位になった。2012年にはロンドンオリンピックに出場するが、3回戦でモンゴルのナイダン・ツブシンバヤルに上四方固で敗れた。

## 主な戦績
90kg級での戦績
- 2000年 - 世界ジュニア　7位
- 2003年 - ハンガリー国際　3位
- 2004年 - U23ヨーロッパ選手権　優勝
- 2005年 - ハンガリー国際　3位

100kg級での戦績
- 2006年 -青島国際　3位
- 2006年 - 韓国国際　2位
- 2006年 - 世界学生　2位
- 2007年 - イギリス国際　3位
- 2009年 - ワールドカップ・ブダペスト　3位
- 2009年 - グランプリ・ハンブルク　5位
- 2009年 - グランプリ・チュニス　5位
- 2009年 - ワールドカップ・タリン　2位
- 2009年 - グランドスラム・リオデジャネイロ　3位
- 2010年 - ワールドカップ・カイロ　優勝
- 2010年 - グランドスラム・モスクワ　3位
- 2010年 - 世界選手権　3位
- 2010年 - グランプリ・青島　5位
- 2011年 - グランドスラム・リオデジャネイロ　3位
- 2011年 - ミリタリーワールドゲームズ　3位
- 2011年 - グランプリ・アブダビ　5位
- 2011年 - ワールドカップ・チェジュ　3位
- 2012年 - グランプリ・デュッセルドルフ　5位
- 2012年 - グランドスラム・東京　5位